# John Lithgow
John Lithgow (* 19. října 1945 Rochester, New York) je americký herec.
Účinkoval ve filmu, TV i divadle. Objevil se ve filmech jako Shrek, Den poté, Zóna soumraku, a jiné.

## Filmografie (výběr)
- Den poté (Day after) (1983) – jako professor Joe Huxley – Emmy nominace
- Resting Place (1986) – Emmy nominace
- Strážce mého bratra (My Brother 's Keeper) (1995) – Emmy nominace
- Takoví normální mimozemšťané (3rd Rock from the Sun, 1996–2001)
- Jak jsem poznal vaši matku – cameo
- Twenty Good Years (2006) – jako John
- Dexter (2009)
- Koruna (2016–2018) v roli Winstona Churchilla
- Interstellar (2014) – jako Cooperův tchán

## Divadlo
- 1973: The Changing Room (Cena Tony v kategorii nejlepší mužský herecký výkon v divadelní hře)
- 1985: Requiem for a Heavyweight (Cena Tony v kategorii nejlepší mužský herecký výkon v divadelní hře)
- 2002: Sweet Smell of Success (Cena Tony v kategorii nejlepší mužský herecký výkon v muzikálu)
- 2005: Dirty Rotten Scoundrels (Cena Tony v kategorii nejlepší mužský herecký výkon muzikálu)

## Diskografie

### Alba
- Singin 'in the Bathtub (1999, Sony Wonder)
- The Sunny Side of the Street (2006, Razor & amp; Ty)